# Nazionale femminile di hockey su ghiaccio della Slovacchia
La nazionale di hockey su ghiaccio femminile della Slovacchia è controllata dalla Federazione di hockey su ghiaccio della Slovacchia, la federazione slovacca di hockey su ghiaccio, ed è la selezione che rappresenta la Slovacchia nelle competizioni internazionali femminili di questo sport.

## Competizioni principali

### Olimpiadi invernali
- 2010: 8º posto

### Mondiali
- 2011: 7º posto
- 2012: 8º posto

### Europei
- 1995: 10º posto
- 1996: 10º posto